# Dywizja Piechoty Breslau
Dywizja Piechoty Breslau, niem. Infanterie-Division Breslau – jedna z niemieckich dywizji szkieletowych piechoty. Utworzona 3 sierpnia 1944 roku jako dywizja 31 fali mobilizacyjnej na poligonie Neuhammer w VIII Okręgu Wojskowym. Jeszcze w tym samym miesiącu została rozwiązana, a część oddziałów włączono do 357 Dywizji Piechoty.